# Bitva o Aleppo (2024)
Dne 29. listopadu 2024 vstoupila syrská opoziční skupina Tahrír aš-Šám spolu s některými skupinami podporovanými Tureckem do města Aleppo, které držela syrská arabská armáda. Bitva vypukla tři dny poté, co povstalecké skupiny zahájily ofenzívu v Sýrii. Od roku 2016, kdy vláda Bašára al-Asada vytlačila povstalce z města, se jedná o první bitvu o město.
Dne 30. listopadu se povstalecké skupiny zmocnily většiny města.

## Průběh
Boje vypukly 29. listopadu v odpoledních hodinách, kdy dva sebevražední útočníci odpálili bomby v autech. Během dne se povstalci zmocnili několika městských čtvrtí: al-Hamdáníja, Nové Aleppo, 3000 Apartmánů, al-Džamílija, Saláh ad-Dín, as-Sukaríja, al-Furqán, al-Adhámíja a Saíf ad-Dawlá, a prohlásili, že ovládli hlavní náměstí.
Několik hodin po vpádu povstalců do města uprchly tisíce obyvatelů do Latákie a Salamije.
Povstalecké skupiny vydaly prohlášení, ve kterém vyzvaly obyvatele Aleppa, aby se „v zájmu své bezpečnosti“ přesunuli na východ. Syrská státní média informovala, že povstalci zasáhli studentské koleje a zabili čtyři osoby, včetně dvou studentů.
V časných ranních hodinách 30. listopadu se povstalecké síly zmocnily citadely, vládního velitelství a „více než poloviny“ města. Do rána povstalecké síly ovládly většinu Aleppa. Několik čtvrtí na severovýchodě zůstalo pod kontrolou vládních sil a íránských milic. Ruské síly opustily nejméně tři vojenské základny v okolí města.
Po stažení provládních jednotek obsadily Syrské demokratické síly mezinárodní letiště a čtvrť Šajch Nadžár. Povstalci se pokusili obsadit čtvrť Šajch Maqsúd drženou Syrskými demokratickými silami (SDF), což jim však bylo zmařeno. Při leteckém útoku, který údajně provedlo ruské letectvo, bylo zabito 16 civilistů a 20 dalších bylo zraněno. Další dva nálety si vyžádaly 20 mrtvých bojovníků.
Autonomní správa severní a východní Sýrie oznámila, že usnadnila vstup 2892 uprchlíků z Aleppa do severozápadní Sýrie.
Dne 1. prosince se Tahrír aš-Šám zmocnila tepelné elektrárny, polní dělostřelecké školy a vojenské akademie na okraji města. Téhož dne došlo ke střetům mezi Syrskou národní armádou a Syrskými demokratickými silami v průmyslové čtvrti Šajch Nadžár. Později téhož dne a v reakci na rychlé úspěchy povstalců v Aleppu vyhlásila Autonomní správa severní a východní Sýrie všeobecnou mobilizaci.